# رستي يورك
رستي يورك (بالإنجليزية: Rusty York)‏ هو كاتب أغاني أمريكي، ولد في 24 مايو 1935 في هارلان في الولايات المتحدة، وتوفي في 26 يناير 2014 في ريدينغتون شورز في الولايات المتحدة.

## وصلات خارجية
- رستي يورك على موقع ميوزك برينز (الإنجليزية)
- رستي يورك على موقع ديسكوغز (الإنجليزية)